# Frans Otto van Brunswijk-Lüneburg
Frans Otto van Brunswijk-Lüneburg (20 juni 1530 - 19 april 1559) was van 1546 tot aan zijn dood hertog van Brunswijk-Lüneburg. Hij behoorde tot het huis Welfen.

## Levensloop
Frans Otto was de oudste zoon van hertog Ernst I van Brunswijk-Lüneburg en diens echtgenote Sophia, dochter van hertog Hendrik V van Mecklenburg. 
In 1546 volgde hij zijn overleden vader op als hertog van Brunswijk-Lüneburg. Omdat Frans Otto toen nog minderjarig was, werd er een regentenraad aangesteld die in zijn naam regeerde. In 1555 begon Frans Otto zelfstandig te regeren. Zijn korte regeerperiode werd voornamelijk gedomineerd door de hoge schulden waarin het hertogdom Brunswijk-Lüneburg verwikkeld was. 
In 1559 huwde hij met Elisabeth Magdalena (1537-1595), dochter van keurvorst Joachim II Hector van Brandenburg. Het huwelijk bleef kinderloos. Later dat jaar stief Frans Otto aan de gevolgen van de pokken.

## Voorouders
| Voorouders van Frans Otto van Brunswijk-Lüneburg | Voorouders van Frans Otto van Brunswijk-Lüneburg                                    | Voorouders van Frans Otto van Brunswijk-Lüneburg                                    | Voorouders van Frans Otto van Brunswijk-Lüneburg                                 | Voorouders van Frans Otto van Brunswijk-Lüneburg                                 | Voorouders van Frans Otto van Brunswijk-Lüneburg                                | Voorouders van Frans Otto van Brunswijk-Lüneburg                                | Voorouders van Frans Otto van Brunswijk-Lüneburg                                | Voorouders van Frans Otto van Brunswijk-Lüneburg                                |
| ------------------------------------------------ | ----------------------------------------------------------------------------------- | ----------------------------------------------------------------------------------- | -------------------------------------------------------------------------------- | -------------------------------------------------------------------------------- | ------------------------------------------------------------------------------- | ------------------------------------------------------------------------------- | ------------------------------------------------------------------------------- | ------------------------------------------------------------------------------- |
| Overgrootouders                                  | Otto II van Brunswijk-Lüneburg (1439-1471) ∞ Anna van Nassau-Dillenburg (1441-1513) | Otto II van Brunswijk-Lüneburg (1439-1471) ∞ Anna van Nassau-Dillenburg (1441-1513) | Ernst van Saksen (1431–1468) ∞ Elisabeth van Beieren (1443-1484)                 | Ernst van Saksen (1431–1468) ∞ Elisabeth van Beieren (1443-1484)                 | Magnus II van Mecklenburg (1441-1503) ∞ Sophia van Pommeren (1460-1504)         | Magnus II van Mecklenburg (1441-1503) ∞ Sophia van Pommeren (1460-1504)         | Johann Cicero van Brandenburg (1455–1499) ∞ Margaretha van Saksen (1449-1501)   | Johann Cicero van Brandenburg (1455–1499) ∞ Margaretha van Saksen (1449-1501)   |
| Grootouders                                      | Hendrik I van Brunswijk-Lüneburg (1468-1532) ∞ Margaretha van Saksen (1469-1528)    | Hendrik I van Brunswijk-Lüneburg (1468-1532) ∞ Margaretha van Saksen (1469-1528)    | Hendrik I van Brunswijk-Lüneburg (1468-1532) ∞ Margaretha van Saksen (1469-1528) | Hendrik I van Brunswijk-Lüneburg (1468-1532) ∞ Margaretha van Saksen (1469-1528) | Hendrik V van Mecklenburg (1479-1552) ∞ Ursula van Brandenburg (1488-1510)      | Hendrik V van Mecklenburg (1479-1552) ∞ Ursula van Brandenburg (1488-1510)      | Hendrik V van Mecklenburg (1479-1552) ∞ Ursula van Brandenburg (1488-1510)      | Hendrik V van Mecklenburg (1479-1552) ∞ Ursula van Brandenburg (1488-1510)      |
| Ouders                                           | Ernst I van Brunswijk-Lüneburg (1497-1546) ∞ Sophia van Mecklenburg (1508-1541)     | Ernst I van Brunswijk-Lüneburg (1497-1546) ∞ Sophia van Mecklenburg (1508-1541)     | Ernst I van Brunswijk-Lüneburg (1497-1546) ∞ Sophia van Mecklenburg (1508-1541)  | Ernst I van Brunswijk-Lüneburg (1497-1546) ∞ Sophia van Mecklenburg (1508-1541)  | Ernst I van Brunswijk-Lüneburg (1497-1546) ∞ Sophia van Mecklenburg (1508-1541) | Ernst I van Brunswijk-Lüneburg (1497-1546) ∞ Sophia van Mecklenburg (1508-1541) | Ernst I van Brunswijk-Lüneburg (1497-1546) ∞ Sophia van Mecklenburg (1508-1541) | Ernst I van Brunswijk-Lüneburg (1497-1546) ∞ Sophia van Mecklenburg (1508-1541) |
| Frans Otto van Brunswijk-Lüneburg (1530-1559)    |                                                                                     |                                                                                     |                                                                                  |                                                                                  |                                                                                 |                                                                                 |                                                                                 |                                                                                 |